# Agrypon fennelli
Agrypon fennelli är en stekelart som beskrevs av Ian D. Gauld och Bradshaw 1997. Agrypon fennelli ingår i släktet Agrypon och familjen brokparasitsteklar. Inga underarter finns listade i Catalogue of Life.